# KMD
KMD (skrót od: Kausing Much Damage) – amerykański zespół wykonujący muzykę hip-hopową, założony w 1988 roku w Nowym Jorku. Grupa jest najbardziej znana z rozpoczęcia kariery rapera i producenta muzycznego Zeva Love X, znanego potem jako MF Doom.

## Historia
Bracia Daniel i Dingilizwe Dumile działający pod pseudonimami Zeve Love X i DJ Subroc oraz ich przyjaciel Rodan założyli KMD w Long Beach w Nowym Jorku w 1988 roku. Jako trzej afroamerykańscy muzułmanie działali w Nuwaubian Nation. KMD zaczynała jako ekipa graffiti, która również ćwiczyła breakdance.
Onyx the Birthstone Kid wkrótce zastąpił Rodana, który opuścił grupę, aby ukończyć liceum. MC Serch, pochodzący z pobliskiego Far Rockaway, spotkał się z grupą i zatrudnił ją do gościnnego występu na singlu „The Gas Face” z albumu The Cactus Album 3rd Bass. Wystąpienie zwróciło uwagę dyrektora A&R Dantego Rossa, który zaoferował podpisanie zespołowi kontraktu z Elektra Records.
W 1991 roku KMD wydało swój debiutancki album Mr. Hood. Piosenki koncentrują się na rasizmie i upodmiotowieniu Afroamerykanów opowiadając to w komiczny sposób – Subroc wykorzystał próbki z nagrań starych telewizyjnych programów dla dzieci, w tym fragmenty tekstów Berta z Ulicy Sezamkowej w singlu „Who Me?” i „Humrush”, a także próbki z taśm instruktażowych do produkcji skitów wchodzących w interakcje z „Mr. Hoodem”. Na albumie pojawiła się także grupa hip-hopowa Brand Nubian występująca w singlu „Nitty Gritty”.
W 1993 roku zespół nagrał Black Bastards. Album z piosenkami celebrującymi seks („Plumskinnz”), narkotyki („Smokin 'That S * #%”, „Contact Blitt”, „Suspended Animation”) i picie („Sweet Premium Wine”) był odejściem od lekkodusznego podejścia ich poprzedniego wydania. Podczas sesji nagraniowych grupę opuścił Onyx. Jego wersy zostały usunięte z singla „Plumskinnz”, który został dołączony do Black Bastards jako dwa osobne utwory: „Plumskinnz (Loose Hoe, God & Cupid)” i „Plumskinnz (Oh No I Don’T Believe It!)”. Zevo Love X stworzył okładkę, na której widniał Sambo z książki dla dzieci The Story of Little Black Sambo „powieszony” w stylu nawiązującym do gry w wisielca.
W 1993 roku krótko przed planowaną datą premiery Black Bastards Subroc został śmiertelnie potrącony przez samochód podczas próby przekroczenia drogi ekspresowej Nassau 878. Dodatkowo w tym samym tygodniu Elektra Records porzuciło KMD. Tytuł albumu i okładka okazały się zbyt kontrowersyjne dla kierownictwa Elektra Records, która poinstruowała Dantego Rossa, by dał Zevwi Love X-owi taśmy Black Bastards i 20 tys. dolarów jako zachętę do opuszczenia wytwórni. Zev Love X porzucił nowojorską scenę hip-hopową do 1997 roku, kiedy to pojawił się ponownie jako MF Doom. Album był mocno piracony, dopóki nie został wydany jako demo przez wytwórnię Fondle ’Em Records w 1998 roku, a następnie oficjalnie w 2001 roku przez wytwórnię ReadyRock.
16 sierpnia 2017 roku MF Doom zaprezentował w NPR Music pierwszy nowy utwór KMD od dziesięciu lat – „True Lightyears”. W wydaniu pojawił się gościnnie Jay Electronica. Był to pierwszy singiel z planowanego albumu „Crack In Time”.

## Dyskografia

### Albumy
- Mr. Hood (1991)
- Black Bastards (1993) (wydany 2001)
- Crack In Time (jeszcze niewydany)

### Minialbumy
- Black Bastards Ruffs + Rares (1998)

### Albumy kompilacyjne
- Best of KMD (2003)

### Single
- Peachfuzz / Gasface Refill (1990)
- Nitty Gritty / Plumskinzz feat. Brand Nubian (1991)
- Who Me? / Humrush (1991)
- What a Niggy Know? (1993)
- It Sounded Like a Roc / Stop Smokin’ That S * #% (1999)
- True Lightyears (2017)